# Medardo Luis Luzardo Romero
Medardo Luis Luzardo Romero (* 17. April 1935 in Puertos de Altagracia; † 27. November 2018 in Los Puertos de Altagracia, Zulia) war ein venezolanischer Geistlicher und römisch-katholischer Erzbischof von Ciudad Bolívar.

## Leben
Medardo Luis Luzardo Romero empfing am 6. Januar 1960 die Priesterweihe.
Papst Paul VI. ernannte ihn am 16. Mai 1972 zum ersten Bischof des mit gleichem Datum errichteten Bistums San Carlos de Venezuela. Die Bischofsweihe spendete ihm der Erzbischof von Caracas, Santiago de Venezuela, José Humberto Kardinal Quintero Parra, am 25. Juli desselben Jahres; Mitkonsekratoren waren Domingo Roa Pérez, Erzbischof von Maracaibo, und Mariano José Parra León, Bischof von Cumaná.
Am 20. August 1979 wurde er zum ersten Bischof des mit gleichem Datum errichteten Bistums Ciudad Guayana ernannt. Papst Johannes Paul II. ernannte ihn am 26. Mai 1986 zum Erzbischof von Ciudad Bolívar. Am 27. August 2011 nahm Papst Benedikt XVI. seinen altersbedingten Rücktritt an.